# Узбекистан на летних Олимпийских играх 2012
Узбекистан на летних Олимпийских играх 2012 был представлен 53 спортсменами в тринадцати видах спорта (в пятнадцати спортивных дисциплинах).

## Награды
| Медаль | Спортсмен     | Вид спорта | Дисциплина        |
| ------ | ------------- | ---------- | ----------------- |
| Бронза | Ришод Собиров | Дзюдо      | Мужчины, до 60 кг |
| Бронза | Аббос Атоев   | Бокс       | Мужчины, до 75 кг |

6 ноября 2012 года МОК лишил узбекского борца Сослана Тигиева бронзовой медали в вольной борьбе в категории до 74 кг за применение допинга. Бронза перешла к венгру Габору Хатошу.
23 июля 2019 года МОК лишил борца вольного стиля (до 120 кг) Артура Таймазова, выступавшего за Узбекистан, золотой медали Олимпийских игр 2012 года за нарушение антидопинговых правил. Во время повторной проверки допинг-пробы спортсмена было выявлено запрещенное вещество дегидрохлорметилтестостерон (пероральный туринабол). Дисциплинарная комиссия МОК аннулировала результаты Артура Таймазова, а также обязала его вернуть медаль, диплом и значок Олимпиады-2012.

## Участники
| Вид спорта                | Мужчин | Женщин | Всего |
| ------------------------- | ------ | ------ | ----- |
| Бокс                      | 6      | 0      | 6     |
| Борьба                    | 8      | 0      | 8     |
| Велоспорт                 | 2      | 0      | 2     |
| Гребля                    | 1      | 1      | 2     |
| Дзюдо                     | 6      | 0      | 6     |
| Лёгкая атлетика           | 4      | 9      | 13    |
| Плавание                  | 0      | 2      | 2     |
| Прыжки на батуте          | 0      | 1      | 1     |
| Спортивная гимнастика     | 0      | 1      | 0     |
| Стрельба                  | 0      | 1      | 1     |
| Теннис                    | 1      | 0      | 1     |
| Тхэквондо                 | 2      | 1      | 3     |
| Тяжёлая атлетика          | 5      | 1      | 6     |
| Фехтование                | 1      | 0      | 1     |
| Художественная гимнастика | 0      | 1      | 1     |
| Всего                     | 36     | 17     | 53    |

## Результаты соревнований
Цветовые обозначения:
| Продолжает выступление |

| Завершил(а) выступление |

### Бокс
Мужчины
| Соревнование | Спортсмены            | Первый раунд                     | Второй раунд                   | Четвертьфинал                    | Полуфинал                 | Финал                | Место                |
| Соревнование | Спортсмены            | Соперник Результат               | Соперник Результат             | Соперник Результат               | Соперник Результат        | Соперник Результат   | Место                |
| ------------ | --------------------- | -------------------------------- | ------------------------------ | -------------------------------- | ------------------------- | -------------------- | -------------------- |
| до 52 кг     | Жасурбек Латипов      |                                  | Хешам Абделяль (EGY) В 21-11   | Нямбаярын Тогсцогт (MGL) П 10-15 | Завершил выступление      | Завершил выступление | Завершил выступление |
| до 56 кг     | Орзубек Шаимов        | Робенилсон ди Жезус (BRA) П 13-7 | Завершил выступление           | Завершил выступление             | Завершил выступление      | Завершил выступление | Завершил выступление |
| до 60 кг     | Фазлиддин Гаибназаров | Меволи Абдон (CMR) В 11-6        | Хосе Рамирес (USA) В 15-11     | Хан Сун Чхоль (KOR) П 13-16      | Завершил выступление      | Завершил выступление | Завершил выступление |
| до 64 кг     | Уктамжон Рахмонов     | Серж Амбомо (CMR) В 16-10        | Якуп Шенер (TUR) В 16-8        | Роньель Иглесиас (CUB) П 15-21   | Завершил выступление      | Завершил выступление | Завершил выступление |
| до 75 кг     | Аббос Атоев           | Бадреддин Хаддиуи (MAR) В 11-9   | Богдан Журатони (ROU) В 12-10  | Вижендер Сингх (IND) В 17-13     | Рёта Мурата (JPN) П 12-13 | Завершил выступление | 3                    |
| до 81 кг     | Элшод Расулов         |                                  | Яхия эль Мекахари (TUN) В 13-6 | Егор Мехонцев (RUS) П 15-19      | Завершил выступление      | Завершил выступление | Завершил выступление |

### Борьба
Мужчины
Вольная борьба
| Категория | Спортсмен        | 1/16 финала        | 1/8 финала           | Четвертьфинал        | Полуфинал            | Утешительный раунд 1 | Утешительный раунд 2 | Финал                  | Место |
| Категория | Спортсмен        | Соперник Результат | Соперник Результат   | Соперник Результат   | Соперник Результат   | Соперник Результат   | Соперник Результат   | Соперник Результат     | Место |
| --------- | ---------------- | ------------------ | -------------------- | -------------------- | -------------------- | -------------------- | -------------------- | ---------------------- | ----- |
| до 55 кг  | Дильшод Мансуров | не участвовал      | Ян П 1:3 PP          | завершил выступление | завершил выступление | завершил выступление | завершил выступление | завершил выступление   |       |
| до 66 кг  | Ихтиёр Наврузов  | не участвовал      | Тушишвили В 3:1 PP   | Кумар П 1:3 PP       | завершил выступление | не участвовал        | Шахин П 1:3 PP       | завершил выступление   |       |
| до 74 кг  | Сослан Тигиев    | не участвовал      | Моцалин В 3:0 PO     | Гударзи П 1:3 PP     | завершил выступление | Терзиев В 3:0 PO     | Хатош В 3:0 PO       | завершил выступление   | DSQ   |
| до 84 кг  | Заурбек Сохиев   | Алдатов П 1:3 PP   | завершил выступление | завершил выступление | завершил выступление | завершил выступление | завершил выступление | завершил выступление   |       |
| до 96 кг  | Курбан Курбанов  | не участвовал      | Уорнер П 1:3 PP      | завершил выступление | завершил выступление | Плиев В 3:1 PP       | Гогшелидзе П 1:3 PP  | завершил выступление   | 5     |
| до 120 кг | Артур Таймазов   | не участвовал      | Матухин В 3:0 PO     | Гасеми В 3:0 PO      | Длагнев В 5:0 VT     | не участвовал        | не участвовал        | Модзманашвили В 3:0 PO |       |

МОК лишил борца вольного стиля (до 120 кг) Артура Таймазова, выступавшего за Узбекистан, золотой медали Олимпийских игр 2012 года за нарушение антидопинговых правил. Во время повторной проверки допинг-пробы спортсмена было выявлено запрещенное вещество дегидрохлорметилтестостерон (пероральный туринабол).
Дисциплинарная комиссия МОК аннулировала результаты Артура Таймазова, а также обязала его вернуть медаль, диплом и значок Олимпиады-2012.
Греко-римская борьба
| Категория | Спортсмен           | Квалификация       | 1/8 финала         | Четвертьфинал        | Полуфинал            | Финал                | Место |
| Категория | Спортсмен           | Соперник Результат | Соперник Результат | Соперник Результат   | Соперник Результат   | Соперник Результат   | Место |
| --------- | ------------------- | ------------------ | ------------------ | -------------------- | -------------------- | -------------------- | ----- |
| до 55 кг  | Эльмурат Тасмурадов | не участвовал      | Модош П 0:3 PO     | завершил выступление | завершил выступление | завершил выступление |       |
| до 120 кг | Муминджон Абдуллаев | не участвовал      | Бирс П 0:3 PO      | завершил выступление | завершил выступление | завершил выступление |       |

Прим.:
- VT — Победа/Поражение на туше
- PP — Техническая победа/Техническое поражение по очкам
- PO — Победа/Поражение по очкам

### Водные виды спорта

#### Плавание
Женщины
| Соревнование   | Спортсмен       | Предварительные заплывы | Предварительные заплывы | Полуфиналы | Полуфиналы | Финал     | Финал |
| Соревнование   | Спортсмен       | Результат               | Место                   | Результат  | Место      | Результат | Место |
| -------------- | --------------- | ----------------------- | ----------------------- | ---------- | ---------- | --------- | ----- |
| 200 м комплекс | Ранохон Аманова | 2:15,37                 | 25                      |            |            |           |       |
| 200 м на спине | Юлдуз Кучкарова | 2:18,60                 | 37                      |            |            |           |       |

### Велоспорт

#### Шоссейный велоспорт
Мужчины
| Соревнование    | Спортсмены          | Время          | Место          |
| --------------- | ------------------- | -------------- | -------------- |
| Групповая гонка | Сергей Лагутин      | 5:46:05        | 5              |
| Групповая гонка | Муроджон Халмуратов | не финишировал | не финишировал |

### Гимнастика

#### Спортивная гимнастика
Женщины
| Соревнование          | Спортсмен       | Квалификация       | Квалификация       | Финал              | Финал              |
| Соревнование          | Спортсмен       | Очки               | Место              | Очки               | Место              |
| --------------------- | --------------- | ------------------ | ------------------ | ------------------ | ------------------ |
| Абсолютное первенство | Луиза Галиулина | Дисквалифицирована | Дисквалифицирована | Дисквалифицирована | Дисквалифицирована |

#### Художественная гимнастика
Женщины
| Соревнование              | Спортсмен        | Квалификация | Квалификация | Квалификация | Квалификация | Квалификация | Квалификация | Финал | Финал | Финал  | Финал | Финал | Финал |
| Соревнование              | Спортсмен        | обруч        | мяч          | булавы       | лента        | Сумма        | Место        | обруч | мяч   | булавы | лента | Сумма | Место |
| ------------------------- | ---------------- | ------------ | ------------ | ------------ | ------------ | ------------ | ------------ | ----- | ----- | ------ | ----- | ----- | ----- |
| Индивидуальное многоборье | Ульяна Трофимова | 24,650       | 24,625       | 23,275       | 24,800       | 97,350       | 20           |       |       |        |       |       |       |

#### Прыжки на батуте
Женщины
| Соревнование      | Спортсмен        | Квалификация | Квалификация | Финал | Финал |
| Соревнование      | Спортсмен        | Очки         | Место        | Очки  | Место |
| ----------------- | ---------------- | ------------ | ------------ | ----- | ----- |
| Личное первенство | Екатерина Хилько | 99,290       | 12           |       |       |

### Гребля на байдарках и каноэ

#### Гребля на гладкой воде
Мужчины
| Соревнование | Спортсмены    | Предварительный этап | Предварительный этап | Полуфиналы | Полуфиналы | Финал    | Финал |
| Соревнование | Спортсмены    | Время                | Место                | Время      | Место      | Время    | Место |
| ------------ | ------------- | -------------------- | -------------------- | ---------- | ---------- | -------- | ----- |
| К-1, 200 м   | Вадим Меньков | 42,171               | 14                   | 42,944     | 16         | 44,168   | 10    |
| К-1, 1000 м  | Вадим Меньков | 4:05,895             | 6                    | 3:53,257   | 7          | 3:49,255 | 4     |

Женщины
| Соревнование | Спортсмены   | Предварительный этап | Предварительный этап | Полуфиналы | Полуфиналы | Финал | Финал |
| Соревнование | Спортсмены   | Время                | Место                | Время      | Место      | Время | Место |
| ------------ | ------------ | -------------------- | -------------------- | ---------- | ---------- | ----- | ----- |
| Б-1, 200 м   | Юлия Борзова | 44,872               | 24                   | 44,426     | 24         |       |       |
| Б-1, 500 м   | Юлия Борзова | 2:03,893             | 23                   | 2:00,584   | 22         |       |       |

### Дзюдо
Мужчины
| Категория | Спортсмен           | 1/32 финала               | 1/16 финала                 | 1/8 финала                 | Четвертьфинал              | Полуфинал                 | Утешительный раунд 1       | Утешительный раунд 2       | Финал              | Место            |  |
| Категория | Спортсмен           | Соперник Результат        | Соперник Результат          | Соперник Результат         | Соперник Результат         | Соперник Результат        | Соперник Результат         | Соперник Результат         | Соперник Результат | Место            |  |
| --------- | ------------------- | ------------------------- | --------------------------- | -------------------------- | -------------------------- | ------------------------- | -------------------------- | -------------------------- | ------------------ | ---------------- |  |
| до 60 кг  | Ришод Собиров       |                           | Людвиг Пайшер В 0021:0000   | Хавьер Гуэдес В 0100:0000  | Фелипе Китадаи В 0100:0001 | Арсен Галстян П 0000:0011 |                            | Софьян Милу В 0010:0003    |                    | Бронзовая медаль |  |
| до 66 кг  | Мирзохид Фармонов   |                           | Ахмед Элкависех В 1011:0002 | Чо Чун Хо П 0001:0011      |                            |                           |                            |                            |                    |                  |  |
| до 73 кг  | Навруз Джуракобилов | След Довабобо В 0100:0001 | Николас Триттон В 0011:0002 | Расул Бокиев П 0001:1001   |                            |                           |                            |                            |                    |                  |  |
| до 81 кг  | Яхё Имомов          |                           | Ким Ча Бом П 0001:0010      |                            |                            |                           |                            |                            |                    |                  |  |
| до 90 кг  | Дилшод Чориев       |                           | Маркус Нюман В 0101:0013    | Тамаш Мадараш В 1001:0001  | Тиагу Камилу П 0002:0010   |                           | Масаси Нисияма П 0012:0012 |                            |                    | 7                |  |
| до 100 кг | Рамзиддин Саидов    |                           | Кайл Вашкулат В 0100:0000   | Орейди Деспайн В 0102:010Н | Т. Найдан П 0001:0100      |                           | Эльмар Гасымов В 0100:0001 | Дмитрий Питерс П 0010:0200 |                    | 5                |  |

### Лёгкая атлетика
Мужчины
| Бег на 400м с барьерами | Артём Дятлов | 51.55 | 7 |  |  |  |  |  |  |

| Метание молота | Сухроб Ходжаев | 65.88 | 38 |  |  |  |  |  |  |
| Метание копья  | Иван Зайцев    | 73.94 | 36 |  |  |  |  |  |  |

| Дисциплина  | Спортсмен     | Спортсмен | Соревновательные виды | Соревновательные виды | Соревновательные виды | Соревновательные виды | Соревновательные виды | Соревновательные виды | Соревновательные виды | Соревновательные виды | Соревновательные виды | Соревновательные виды | Всего | Место |
| Дисциплина  | Спортсмен     | Спортсмен | 100м                  | ПД                    | ТЯ                    | ПВ                    | 400м                  | 110Б                  | МД                    | ПШ                    | МК                    | 1500м                 | Всего | Место |
| ----------- | ------------- | --------- | --------------------- | --------------------- | --------------------- | --------------------- | --------------------- | --------------------- | --------------------- | --------------------- | --------------------- | --------------------- | ----- | ----- |
| Десятиборье | Рифат Артиков | Р         | 11,37                 | 6,41                  | 14,11                 | 1,93                  | 51,91                 | 14,74                 | 43,53                 | 4,40                  | 56,62                 | 5:09,52               |       | 26    |
| Десятиборье | Рифат Артиков | Б         | 780                   | 677                   | 735                   | 740                   | 729                   | 881                   | 737                   | 731                   | 687                   | 506                   | 7203  | 26    |

Женщины
| Дисциплина              | Спортсмен       | Предварительный раунд | Предварительный раунд | Четвертьфиналы | Четвертьфиналы | Полуфиналы | Полуфиналы | Финал     | Финал |
| Дисциплина              | Спортсмен       | Результат             | Место                 | Результат      | Место          | Результат  | Место      | Результат | Место |
| ----------------------- | --------------- | --------------------- | --------------------- | -------------- | -------------- | ---------- | ---------- | --------- | ----- |
| Бег на 400м с барьерами | Наталья Асанова | 58,05                 | 7                     |                |                |            |            |           |       |
| Бег на 100м             | Гузель Хуббиева |                       |                       | 11,22          | 4              |            |            |           |       |

| Прыжки в высоту | Надия Дусанова       | 1,85  | =20 |      |   |  |  |
| Тройной прыжок  | Анастасия Журавлёва  | 13,54 | 29  |      |   |  |  |
| Тройной прыжок  | Александра Котлярова | 13,55 | 28  |      |   |  |  |
| Прыжки в высоту | Светлана Радзивил    | 1,96  | 1   | 1.97 | 7 |  |  |
| Толкание ядра   | Елена Смольянова     | 14,43 | 31  |      |   |  |  |
| Метание копья   | Анастасия Свечникова | 51,27 | 35  |      |   |  |  |
| Прыжки в длину  | Юлия Тарасова        | фол   | —   |      |   |  |  |

### Стрельба
Женщины
| Соревнование                       | Спортсмены      | Предварительный этап | Предварительный этап | Финал | Финал |
| Соревнование                       | Спортсмены      | Баллы                | Место                | Баллы | Место |
| ---------------------------------- | --------------- | -------------------- | -------------------- | ----- | ----- |
| Винтовка с трёх позиций, 50 метров | Сакина Мамедова | 578                  | 22                   |       |       |
| Пневматическая винтовка, 10 метров | Сакина Мамедова | 389                  | 49                   |       |       |

### Теннис
Мужчины
| Соревнование     | Спортсмены    | 1/32 финала                        | 1/16 финала                           | 1/8 финала                | Четвертьфинал | Полуфинал     | Матч за 3-е место | Финал         | Место |
| Соревнование     | Спортсмены    | Соперник Счёт                      | Соперник Счёт                         | Соперник Счёт             | Соперник Счёт | Соперник Счёт | Соперник Счёт     | Соперник Счёт | Место |
| ---------------- | ------------- | ---------------------------------- | ------------------------------------- | ------------------------- | ------------- | ------------- | ----------------- | ------------- | ----- |
| Одиночный разряд | Денис Истомин | Фернандо Вердаско В 6-4, 7-6(11-9) | Жиль Мюллер В 6-7(4-7), 7-6(7-3), 7-5 | Роджер Федерер П 5-7, 3-6 |               |               |                   |               |       |

### Тхэквондо
Мужчины
| Категория   | Спортсмен     | 1/8 финала              | Четвертьфинал      | Полуфинал          | Утешительный раунд 1 | Утешительный раунд 2 | Финал              | Место |
| Категория   | Спортсмен     | Соперник Результат      | Соперник Результат | Соперник Результат | Соперник Результат   | Соперник Результат   | Соперник Результат | Место |
| ----------- | ------------- | ----------------------- | ------------------ | ------------------ | -------------------- | -------------------- | ------------------ | ----- |
| до 68 кг    | Дмитрий Ким   | Диого Силва (BRA) П 2:3 |                    |                    |                      |                      |                    |       |
| свыше 80 кг | Акмал Эргашев | Даба Кейта (MLI) П 4:13 |                    |                    |                      |                      |                    |       |

Женщины
| Категория   | Спортсмен        | 1/8 финала                 | Четвертьфинал      | Полуфинал          | Утешительный раунд 1 | Утешительный раунд 2 | Финал              | Место |
| Категория   | Спортсмен        | Соперник Результат         | Соперник Результат | Соперник Результат | Соперник Результат   | Соперник Результат   | Соперник Результат | Место |
| ----------- | ---------------- | -------------------------- | ------------------ | ------------------ | -------------------- | -------------------- | ------------------ | ----- |
| свыше 67 кг | Наталья Маматова | Анна-Каролина Графф П 9:17 |                    |                    | Ин Чжон Ли П 1:8     |                      |                    |       |

### Тяжёлая атлетика
Мужчины
| Категория | Спортсмен        | Рывок   | Рывок   | Рывок   |         | Толчок  | Толчок  | Толчок         | Всего          | Место |
| Категория | Спортсмен        | 1       | 2       | 3       | 1       | 2       | 3       |                | Всего          | Место |
| --------- | ---------------- | ------- | ------- | ------- | ------- | ------- | ------- | -------------- | -------------- | ----- |
| до 56 кг  | Руслан Макаров   | 117 (X) | 117 (O) | 119 (X) | 145 (X) | 145 (X) | 145 (X) | не финишировал | не финишировал |       |
| до 69 кг  | Бахрам Мендибаев | 135 (X) | 135 (X) | 135 (X) | —       | —       | —       | не финишировал | не финишировал |       |
| до 85 кг  | Шерзоджон Юсупов | 150 (O) | 155 (O) | 159 (X) | 180 (O) | 195 (X) | 195 (O) | 350            | 11             |       |
| до 105 кг | Руслан Нурудинов | 184 (O) | 188 (X) | 190 (X) | 220 (O) | 226 (X) | 226 (X) | 404            | 4              |       |
| до 105 кг | Иван Ефремов     | 175 (O) | 179 (O) | 183 (O) | 213 (O) | 218 (O) | 225 (X) | 401            | 5              |       |

Женщины
| Категория | Спортсмен      | Рывок  | Рывок  | Рывок  |   | Толчок | Толчок | Толчок          | Всего           | Место |
| Категория | Спортсмен      | 1      | 2      | 3      | 1 | 2      | 3      |                 | Всего           | Место |
| --------- | -------------- | ------ | ------ | ------ | - | ------ | ------ | --------------- | --------------- | ----- |
| до 48 кг  | Марина Сысоева | 79 (X) | 79 (X) | 80 (X) | — | —      | —      | не финишировала | не финишировала |       |

### Фехтование
Мужчины
| Соревнование         | Спортсмены    | 1/32 финала        | 1/16 финала        | 1/8 финала               | Четвертьфиналы     | Полуфиналы         | Матч за 3-е место  | Финал              | Место |
| Соревнование         | Спортсмены    | Соперник Результат | Соперник Результат | Соперник Результат       | Соперник Результат | Соперник Результат | Соперник Результат | Соперник Результат | Место |
| -------------------- | ------------- | ------------------ | ------------------ | ------------------------ | ------------------ | ------------------ | ------------------ | ------------------ | ----- |
| Индивидуальная шпага | Руслан Кудаев |                    | Пак Гён Ду В 15:9  | Сильвио Фернандес П 3:15 |                    |                    |                    |                    | 9     |

Прим.: В индивидуальных соревнованиях спортсмены сражаются три раунда по три минуты, либо до того момента, как один из спортсменов нанесёт 15 уколов. Если по окончании времени в поединке зафиксирован ничейный результат, то назначается дополнительная минута до «золотого» укола.